# Liste der Biografien/Siml
Liste der Biografien |
Portal Biografien |
Personensuche
# |
A |
B |
C |
D |
E |
F |
G |
H |
I |
J |
K |
L |
M |
N |
O |
P |
Q |
R |
S |
T |
U |
V |
W |
X |
Y |
Z |
?
 
Sa |
Sb |
Sc |
Sd |
Se |
Sf |
Sg |
Sh |
Si |
Sj |
Sk |
Sl |
Sm |
Sn |
So |
Sp |
Sq |
Sr |
Ss |
St |
Su |
Sv |
Sw |
Sy |
Sz
 
Sia |
Sib |
Sic |
Sid |
Sie |
Sif |
Sig |
Sih |
Sii |
Sij |
Sik |
Sil |
Sim |
Sin |
Sio |
Sip |
Siq |
Sir |
Sis |
Sit |
Siu |
Siv |
Siw |
Six |
Siy |
Siz
 
Sima |
Simb |
Simc |
Sime |
Simg |
Simh |
Simi |
Simj |
Simk |
Siml |
Simm |
Simn |
Simo |
Simp |
Simr |
Sims |
Simt |
Simu |
Simw |
Simz
Die Liste der Biografien führt alle Personen auf, die in der deutschsprachigen Wikipedia einen Artikel haben. Dieses ist eine Teilliste mit 8 Einträgen von Personen, deren Namen mit den Buchstaben „Siml“ beginnt.

## Siml

### Simla
- Simlai, jüdischer Schriftgelehrter
- Simlat, Łukasz (* 1977), polnischer Schauspieler

### Simle
- Simler, Georg (1477–1536), deutscher Pädagoge und Autor
- Simler, Ingrid, Lady Simler (* 1963), britische Richterin
- Simler, Johann Wilhelm (1605–1672), Schweizer Dichter der Barockzeit
- Simler, Josias (1530–1576), Schweizer reformierter Theologe und Historiker
- Simler, Rudolf Theodor (1833–1873), Schweizer Alpinist, Gründer des Schweizer Alpen-Clubs

### Simli
- Simlinger, Karl (1906–1965), österreichischer Politiker (ÖVP), Landtagsabgeordneter